# Pfinztal
Pfinztal település Németországban, azon belül Baden-Württembergben. Lakosainak száma 18 779 fő (2023. december 31.).

## Népesség
A település népessége az elmúlt években az alábbi módon változott:
| Lakosok száma | 12 751 | 14 634 | 15 233 | 14 554 | 14 990 | 16 708 | 17 963 | 17 994 | 17 588 | 18 779 |
|               | 1961   | 1967   | 1974   | 1980   | 1987   | 1993   | 2000   | 2006   | 2013   | 2023   |